# X-Faktor (strip)
X-Faktor (engl. X-Factor) je američka serija stripa izdavačke kuće Marvel Komiks. Ova serija vodi poreklo od popularne X-Men franšize, u kojoj su predstavljeni stripovi iz X-Men priča. Serija je nekoliko puta lansirana sa različitim timovima, najskorije u X-Faktoru v.3 kao X-Faktor Istraživanje.
X-Faktor je lansiran 1986, predstavljajući eponimni tim sastavljen od pet originalnih X-Men članova. U 1991, osnivački članovi su pripojeni nazad u regularnu X-Men strip seriju, a X-Faktor je lansiran kao sponzorisani tim Vlade SAD koji su pripojeni mnogi sekundarni likovi iz X-Men mitova. Strip je ukinut 1998. 
U 2002. četvorodelna mini serija stripa X-Factor prikazala je istraživanje Mutantske radne grupe za građanska prava usmereno na navodne zavere s ciljem počinjava ubistva mutanata. Ovu seriju stripa napisao je Džef Džensen, a crteže je napravio Artur Ransona.
Novi tim X-Faktora je lansiran 2005. godine. Tim prati istraživanja mutantske detektivske agencije X-Faktor Istraživanja. Ovaj strip koji je napisao Piter Dejvid je stekao popularnost zahvaljujući sajtu Ain't It Cool News, kao i kontroverzi uspostavljanja homoseksualne romantične veze između Riktora i Šaterstara, potez koji je kritikovao Šaterstarov kokreator, Rob Laefeld. Strip je takođe osvojio GLAAD medijsku nagradu 2011. za izvanredni strip. Serija stripa je završena 2013.
Novu seriju, All-New X-Factor , je lansirana 2014. Ovu seriju, koja prikazuje nov korporativno spornziran tim X-Faktora, je napisao Dejvid.

## Spoljašnje veze
- Brady, Matt (22. 8. 2005). „X-ploring the X-Factor with Peter David”. Newsarama.[мртва веза]
- [http://comicbookdb.com/title.php?ID=577
- [http://www.comics.org/series/3209/
- -{X-Factor, X-Factor vol. 2, and X-Factor vol. 3 at UncannyX-men.net

}-